# Saint-Pierre-de-Frugie
Pour les articles homonymes, voir Saint-Pierre.
Saint-Pierre-de-Frugie est une commune française située dans le département de la Dordogne, en région Nouvelle-Aquitaine.
Elle est intégrée au parc naturel régional Périgord-Limousin.

## Géographie

### Généralités
Partie intégrante du parc naturel régional Périgord Limousin et localisée à l'extrême nord-est de la Dordogne, la commune de Saint-Pierre-de-Frugie est limitrophe du département de la Haute-Vienne (commune de Bussière-Galant). Elle est arrosée par deux affluents de l'Isle, la Valouse et le Périgord.
Le bourg de Saint-Pierre-de-Frugie est situé, en distances orthodromiques, quatre kilomètres au nord-nord-est de La Coquille et neuf kilomètres au sud de Châlus. Il est traversé par la route départementale 67.
La principale voie de communication de la commune reste à l'ouest la route nationale 21 qui, sur deux kilomètres et demi, lui sert de limite avec Firbeix et La Coquille. C'est sur ce tronçon que se trouve le point culminant des routes du département.

### Communes limitrophes
Saint-Pierre-de-Frugie est limitrophe de quatre autres communes dont une dans le département de la Haute-Vienne. Au nord-ouest, son territoire est distant de moins de 850 mètres de celui de Dournazac, en Haute-Vienne.
|             |                        | Bussière-Galant (Haute-Vienne) |
| Firbeix     | Saint-Pierre-de-Frugie |                                |
| La Coquille |                        | Saint-Priest-les-Fougères      |

### Géologie et relief

#### Géologie
Situé sur la plaque nord du Bassin aquitain et bordé à son extrémité nord-est par une frange du Massif central, le département de la Dordogne présente une grande diversité géologique. Les terrains sont disposés en profondeur en strates régulières, témoins d'une sédimentation sur cette ancienne plate-forme marine. Le département peut ainsi être découpé sur le plan géologique en quatre gradins différenciés selon leur âge géologique. Saint-Pierre-de-Frugie est dans le gradin extrême nord-est que constitue le dernier contrefort du Massif central, avec des roches cristallines formées au Paléozoïque, antérieurement au Carbonifère.
Les couches affleurantes sur le territoire communal sont constituées de formations superficielles du Quaternaire datant du Cénozoïque et de roches sédimentaires du Mésozoïque et du Paléozoïque, ainsi que de roches métamorphiques et magmatiques. La formation la plus ancienne, notée ζ1-2I, se compose de gneiss plagioclastiques grauwackeux à schisteux à deux micas ou biotite seule et sillimanite et parfois microcline (Néoprotérozoïque à Cambrien). La formation la plus récente, notée Fy3-z, fait partie des formations superficielles de type alluvions subactuelles à actuelles. Le descriptif de ces couches est détaillé dans  la feuille « no 711 - Châlus » de la carte géologique au 1/50 000 de la France métropolitaine, et sa notice associée.

Carte géologique de Saint-Pierre-de-Frugie.

#### Relief et paysages

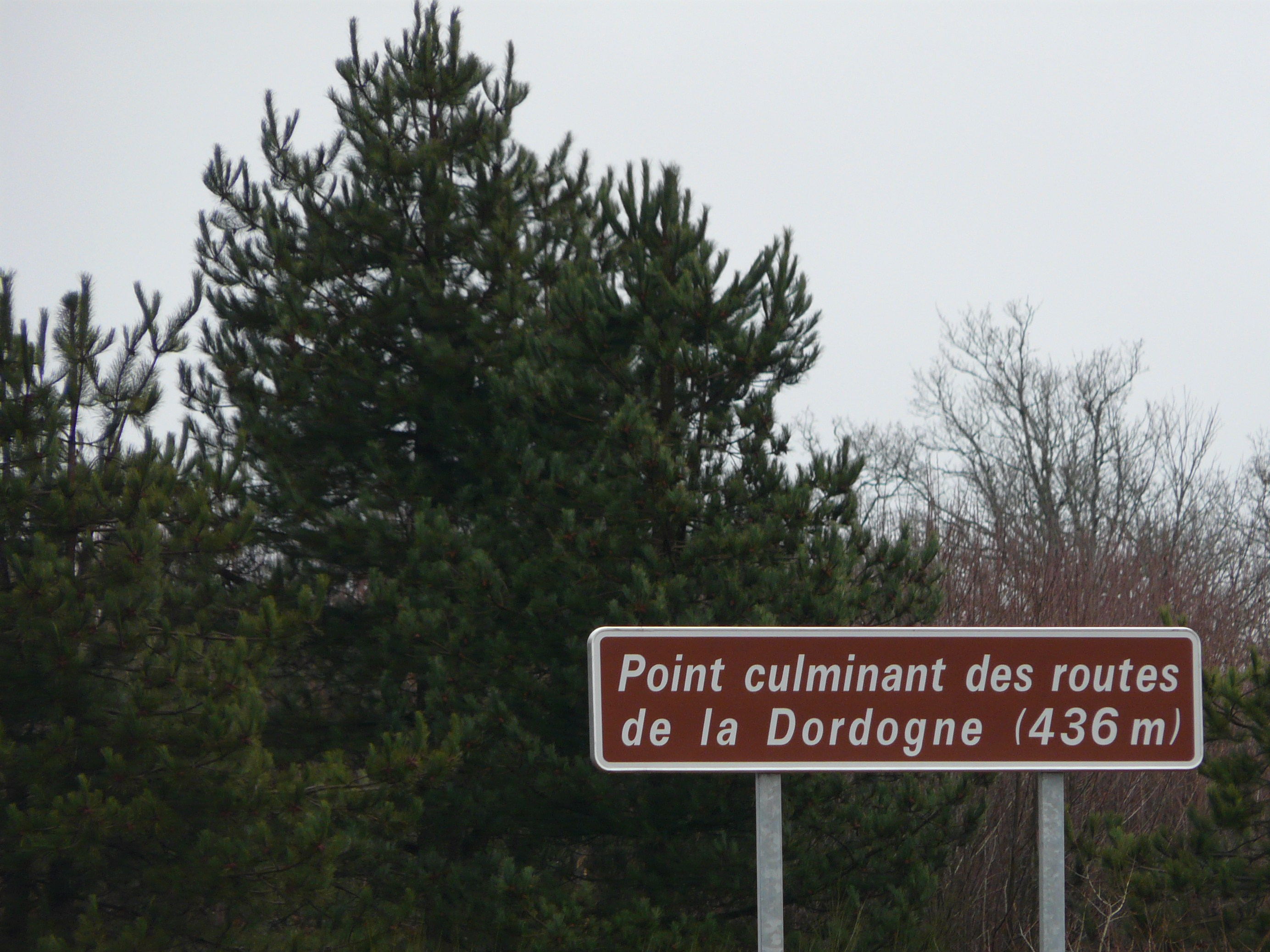
Le point culminant des routes de la Dordogne, en limites de Firbeix et Saint-Pierre-de-Frugie.

Le département de la Dordogne se présente comme un vaste plateau incliné du nord-est (491 m, à la forêt de Vieillecour dans le Nontronnais, à Saint-Pierre-de-Frugie) au sud-ouest (2 m à Lamothe-Montravel). L'altitude du territoire communal varie quant à elle entre 305 mètres au sud, à la pointe nord de l'étang de la Barde, là où la Valouse quitte la commune pour entrer sur celles de La Coquille et Saint-Priest-les-Fougères, et 491 mètres, point culminant de la Dordogne, à l'extrême est, en forêt de Vieillecour, en limite de la commune de Bussière-Galant.
Dans le cadre de la Convention européenne du paysage entrée en vigueur en France le 1er juillet 2006, renforcée par la loi du 8 août 2016 pour la reconquête de la biodiversité, de la nature et des paysages, un atlas des paysages de la Dordogne a été élaboré sous maîtrise d’ouvrage de l’État et publié en octobre 2020. Les paysages du département s'organisent en huit unités paysagères,. La commune est dans l'unité paysagère du « Périgord limousin » qui correspond à la région naturelle du Nontronnais. Ce territoire forme un plateau collinaire aux pentes douces et sommets arasés, d’altitude moyenne autour des 300 m dont le point culminant est également celui de la Dordogne. Ce plateau cristallin est vallonné et dominé par les prairies aux horizons boisés. Il est entaillé de vallées profondes aux versants forestiers,.
La superficie cadastrale de la commune publiée par l'Insee, qui sert de référence dans toutes les statistiques, est de 21,74 km2,,. La superficie géographique, issue de la BD Topo, composante du Référentiel à grande échelle produit par l'IGN, est quant à elle de 22,27 km2.

### Hydrographie

#### Réseau hydrographique

Réseaux hydrographique et routier de Saint-Pierre-de-Frugie.

La commune est située dans le bassin de la Dordogne au sein du Bassin Adour-Garonne. Elle est drainée par la Dronne, la Valouse, le Périgord et par divers petits cours d'eau, qui constituent un réseau hydrographique de 26 km de longueur totale,.
La Dronne, d'une longueur totale de 200,56 km, prend sa source dans la Haute-Vienne dans la commune de Bussière-Galant et se jette en rive droite de l'Isle — dont elle est le principal affluent — à Coutras en Gironde, au lieu-dit la Fourchée, face à la commune de Sablons,. Elle borde la commune au nord-ouest sur 1,2 kilomètre face à Bussière-Galant.
La Valouse, d'une longueur totale de 23,82 km, prend sa source dans la commune, près du lieu-dit le Pont de Montcigoux, et se jette en rive droite de l'Isle, à Saint-Paul-la-Roche, face à Sarrazac,. Elle traverse le territoire communal du nord-est au sud sur six kilomètres dont 600 mètres en limite de La Coquille.
Le Périgord, d'une longueur totale de 11,13 km, prend sa source dans la Haute-Vienne dans la commune de Bussière-Galant et se jette dans l'Isle en rive gauche dans la commune de Jumilhac-le-Grand. Au sud-est, il sert de limite naturelle sur 800 mètres, séparant Bussière-Galant de Saint-Pierre-de-Frugie.

#### Gestion et qualité des eaux
Le territoire communal est couvert par le schéma d'aménagement et de gestion des eaux (SAGE) « Isle - Dronne ». Ce document de planification, dont le territoire regroupe les bassins versants de l'Isle et de la Dronne, d'une superficie de 7 500 km2, a été approuvé le 2 août 2021. La structure porteuse de l'élaboration et de la mise en œuvre est l'établissement public territorial de bassin de la Dordogne (EPIDOR). Il définit sur son territoire les objectifs généraux d’utilisation, de mise en valeur et de protection quantitative et qualitative des ressources en eau superficielle et souterraine, en respect des objectifs de qualité définis dans le troisième SDAGE  du Bassin Adour-Garonne qui couvre la période 2022-2027, approuvé le 10 mars 2022.
La qualité des eaux de baignade et des cours d’eau peut être consultée sur un site dédié géré par les agences de l’eau et l’Agence française pour la biodiversité.

### Climat
Pour des articles plus généraux, voir Climat de la Nouvelle-Aquitaine et Climat de la Dordogne.
Historiquement, la commune est exposée à un climat océanique limousin.  
En 2020, Météo-France publie une typologie des climats de la France métropolitaine dans laquelle la commune est exposée à un climat océanique altéré et est dans la région climatique  Ouest et nord-ouest du Massif Central, caractérisée par une pluviométrie annuelle de 900 à 1 500 mm, maximale en automne et en hiver.
Pour la période 1971-2000, la température annuelle moyenne est de 11,4 °C, avec  une amplitude thermique annuelle de 14,7 °C. Le cumul annuel moyen de précipitations est de 1 160 mm, avec 14,1 jours de précipitations en janvier et 8 jours en juillet. Pour la période 1991-2020, la température moyenne annuelle observée sur la station météorologique la plus proche, située sur la commune de La Coquille à 4 km à vol d'oiseau, est de 12,1 °C et le cumul annuel moyen de précipitations est de 1 178,8 mm,. Pour l'avenir, les paramètres climatiques de la commune estimés pour 2050 selon différents scénarios d’émission de gaz à effet de serre sont consultables sur un site dédié publié par Météo-France en novembre 2022.

## Urbanisme

### Typologie
Au 1er janvier 2024, Saint-Pierre-de-Frugie est catégorisée commune rurale à habitat très dispersé, selon la nouvelle grille communale de densité à 7 niveaux définie par l'Insee en 2022.
Elle est située hors unité urbaine et hors attraction des villes,.

### Occupation des sols
L'occupation des sols de la commune, telle qu'elle ressort de la base de données européenne d’occupation biophysique des sols Corine Land Cover (CLC), est marquée par l'importance des forêts et milieux semi-naturels (50,8 % en 2018), en augmentation par rapport à 1990 (49,9 %). La répartition détaillée en 2018 est la suivante : 
forêts (48 %), zones agricoles hétérogènes (24,5 %), prairies (21,1 %), milieux à végétation arbustive et/ou herbacée (2,8 %), zones urbanisées (2,6 %), cultures permanentes (0,9 %). L'évolution de l’occupation des sols de la commune et de ses infrastructures peut être observée sur les différentes représentations cartographiques du territoire : la carte de Cassini (XVIIIe siècle), la carte d'état-major (1820-1866) et les cartes ou photos aériennes de l'IGN pour la période actuelle (1950 à aujourd'hui).

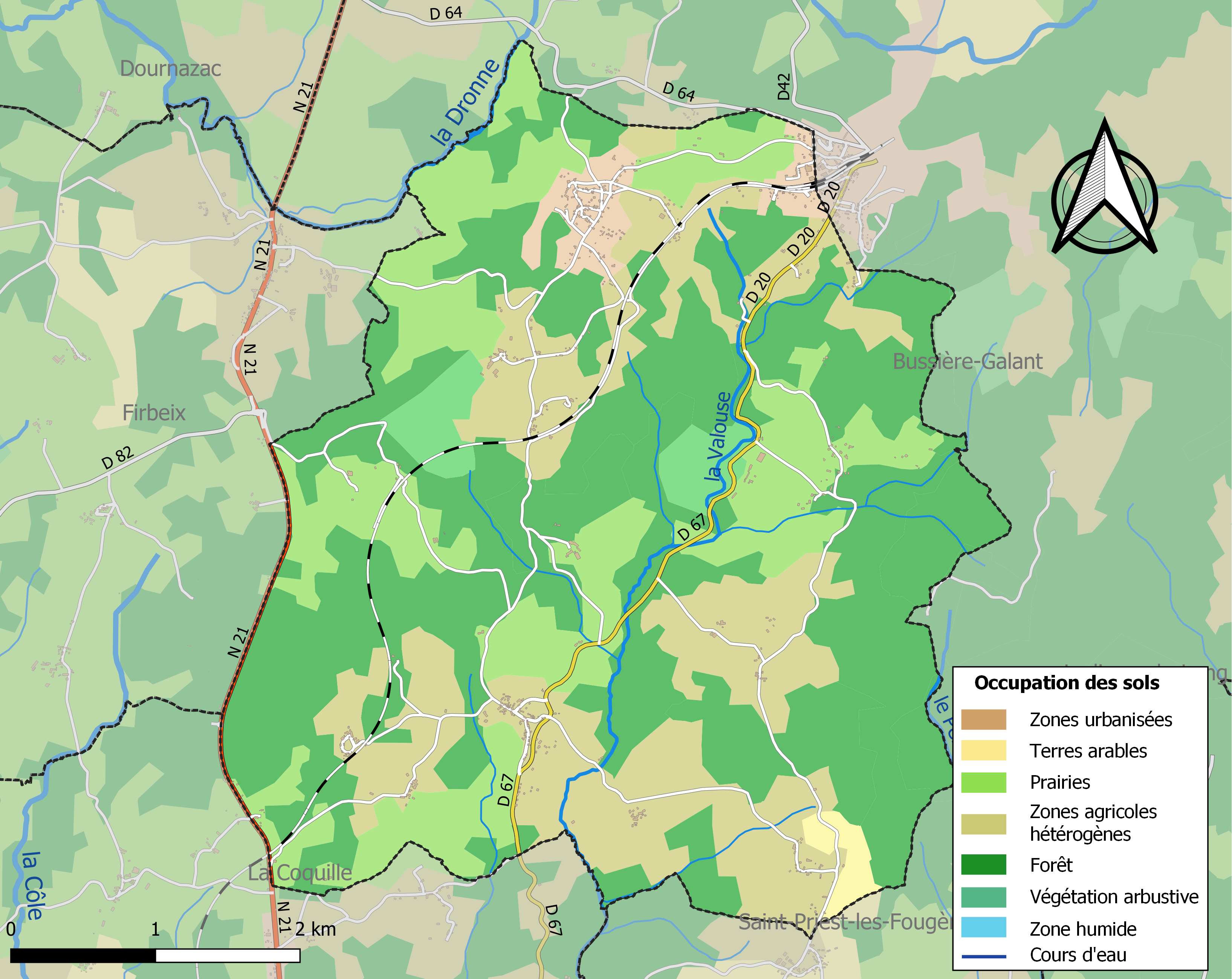
Carte des infrastructures et de l'occupation des sols de la commune en 2018 (CLC).

### Prévention des risques
Le territoire de la commune de Saint-Pierre-de-Frugie est vulnérable à différents aléas naturels : météorologiques (tempête, orage, neige, grand froid, canicule ou sécheresse), feux de forêts, mouvements de terrains et séisme (sismicité faible). Il est également exposé à un risque particulier : le risque de radon. Un site publié par le BRGM permet d'évaluer simplement et rapidement les risques d'un bien localisé soit par son adresse soit par le numéro de sa parcelle.

#### Risques naturels
Saint-Pierre-de-Frugie est exposée au risque de feu de forêt. L’arrêté préfectoral du 14 mars 2013 fixe les conditions de pratique des incinérations et de brûlage dans un objectif de réduire le risque de départs d’incendie. À ce titre, des périodes sont déterminées : interdiction totale du 15 février au 15 mai et du 15 juin au 15 octobre, utilisation réglementée du 16 mai au 14 juin et du 16 octobre au 14 février. En septembre 2020, un plan inter-départemental de protection des forêts contre les incendies (PidPFCI) a été adopté pour la période 2019-2029,.

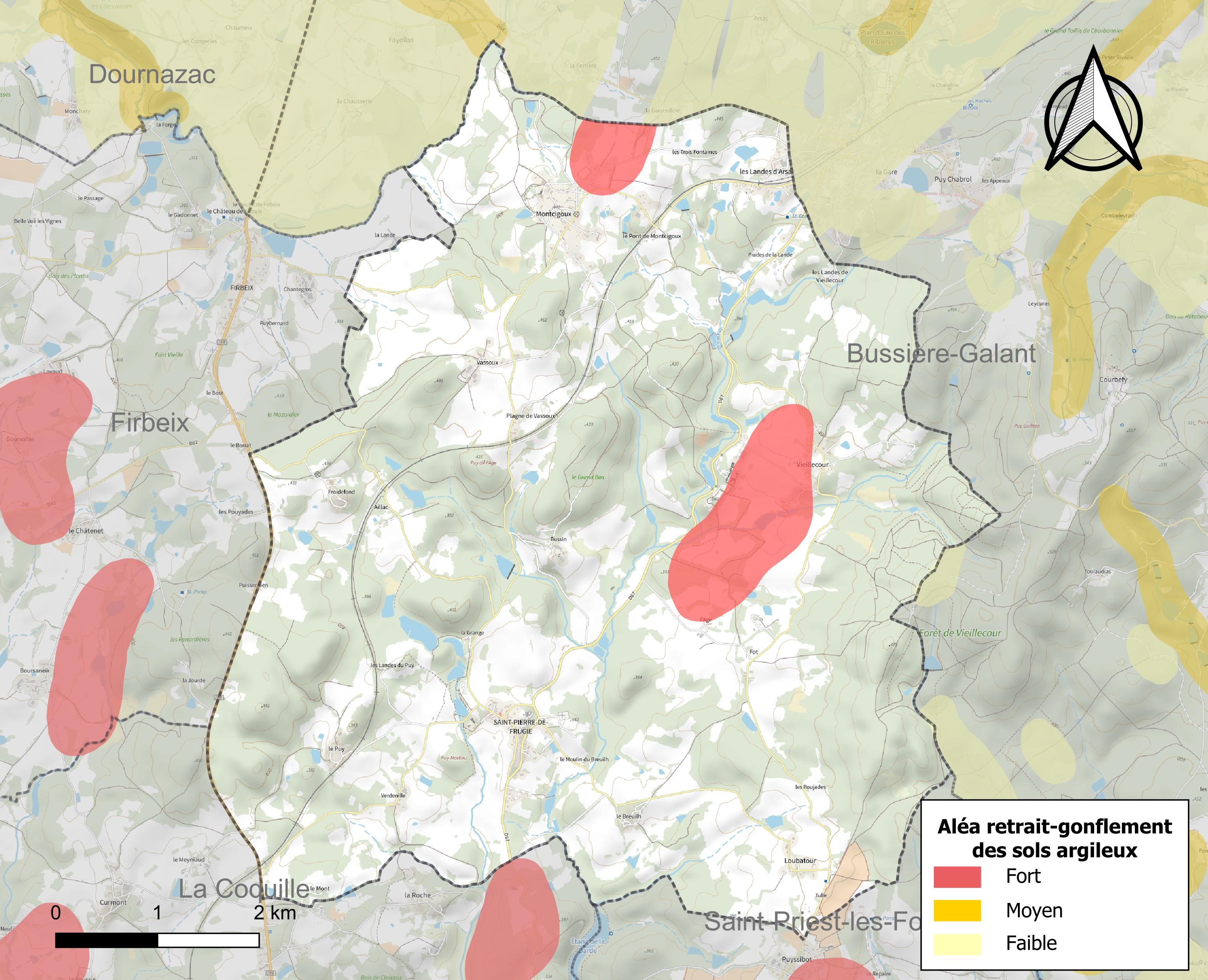
Carte des zones d'aléa retrait-gonflement des sols argileux de Saint-Pierre-de-Frugie.

Les mouvements de terrains susceptibles de se produire sur la commune sont des tassements différentiels. Le retrait-gonflement des sols argileux est susceptible d'engendrer des dommages importants aux bâtiments en cas d’alternance de périodes de sécheresse et de pluie. 4,9 % de la superficie communale est en aléa moyen ou fort (58,6 % au niveau départemental et 48,5 % au niveau national métropolitain). Depuis le 1er octobre 2020, en application de la loi ÉLAN, différentes contraintes s'imposent aux vendeurs, maîtres d'ouvrages ou constructeurs de biens situés dans une zone classée en aléa moyen ou fort,.
La commune a été reconnue en état de catastrophe naturelle au titre des dommages causés par les inondations et coulées de boue survenues en 1982 et 1999 et par des mouvements de terrain en 1999.

#### Risque particulier
Dans plusieurs parties du territoire national, le radon, accumulé dans certains logements ou autres locaux, peut constituer une source significative d’exposition de la population aux rayonnements ionisants. Selon la classification de 2018, la commune de Saint-Pierre-de-Frugie est classée en zone 3, à savoir zone à potentiel radon significatif.

## Toponymie

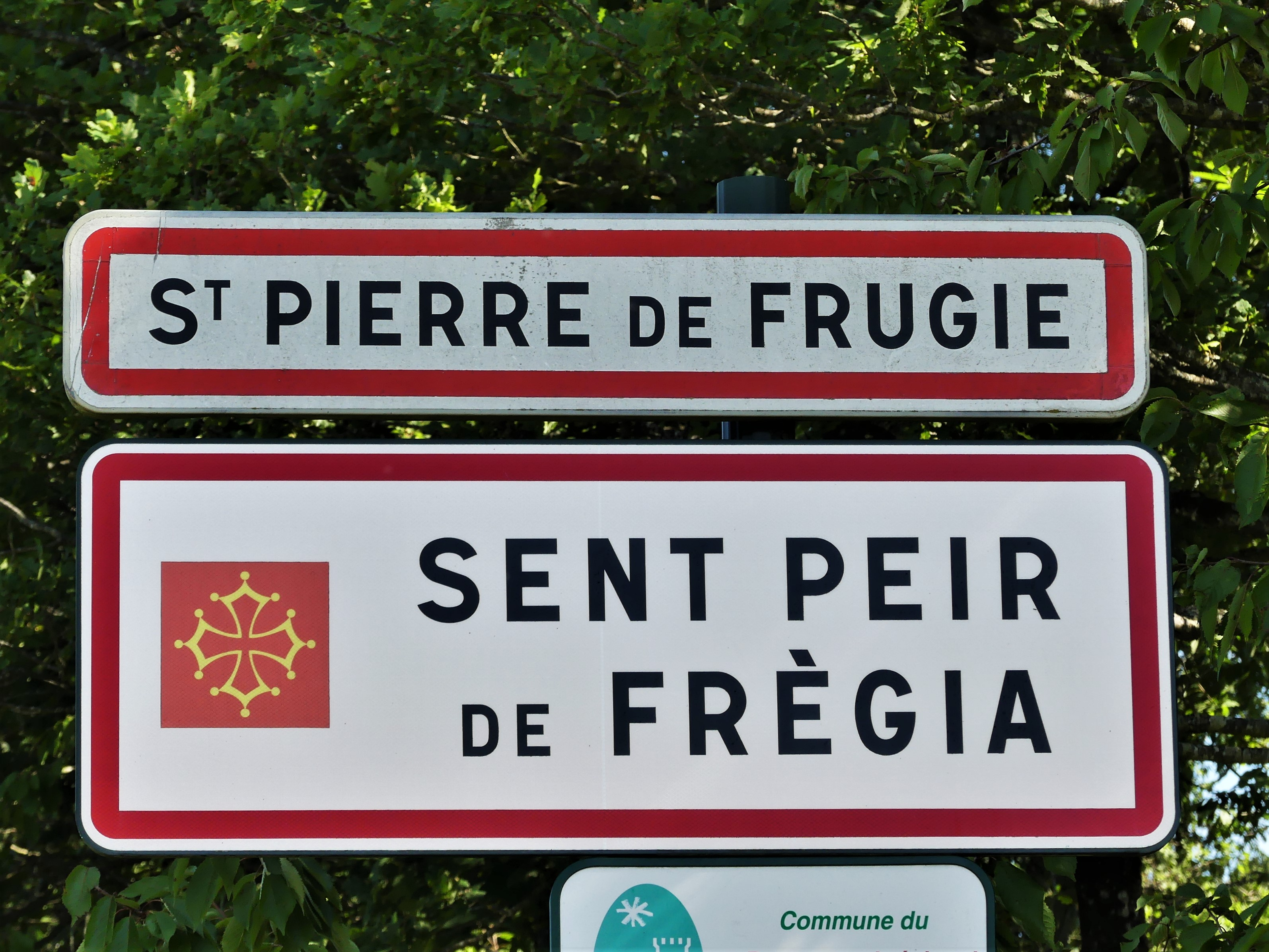
Panneau d'entrée au bourg de Saint-Pierre-de-Frugie en français et occitan.

Le nom de Saint-Pierre-de-Frugie fait référence à l'apôtre saint Pierre et à Frotgius, nom d'un personnage d'origine germanique.
En occitan, la commune porte le nom de Sent Peir de Frègia.

## Histoire
Après avoir été grièvement blessé au siège de Châlus, Richard Cœur de Lion, aurait trouvé refuge au château de Vieillecour en 1199 six jours avant de mourir.
En 1372, lors de la guerre de Cent Ans, Bertrand Du Guesclin installe sa garnison au château de Vieillecour pour plusieurs semaines, après avoir repris Saint-Pierre-de-Frugie aux Anglais.
La première mention écrite connue du village apparaît en 1382 sous la forme Sanctus Petrus de fracto Jove (« Saint Pierre du Jupiter brisé ») correspondant à une mauvaise interprétation du nom d'origine, Frotgius.
Sur la carte de Cassini représentant la France entre 1756 et 1789, le village est identifié sous le nom de Frugie.

## Politique et administration

### Rattachements administratifs
La commune de Saint-Pierre-de-Frugie (appelée Frugie à l'époque) a, dès 1790, été rattachée au canton de Jumilhac qui dépendait du district d'Excideuil. En 1800, les districts sont supprimés. Le canton est alors rattaché à l'arrondissement de Nontron.

### Intercommunalité
Fin 2002, Saint-Pierre-de-Frugie rejoint la communauté de communes du Pays de Jumilhac-le-Grand. Celle-ci est renommée le 1er janvier 2017 en communauté de communes des Marches du Périg'Or Limousin Thiviers-Jumilhac puis en octobre 2017 en communauté de communes Périgord-Limousin.

### Administration municipale
La population de la commune étant comprise entre 100 et 499 habitants au recensement de 2017, onze conseillers municipaux ont été élus en 2020,.

### Liste des maires
| Période                                  | Période        | Identité        | Étiquette | Qualité                                    |
| ---------------------------------------- | -------------- | --------------- | --------- | ------------------------------------------ |
| Les données manquantes sont à compléter. |                |                 |           |                                            |
|                                          |                |                 |           |                                            |
| ?                                        | 1977           | M. Ratinaud     |           |                                            |
| 1977                                     | mars 2008      | Jean-Paul Fayol |           | Dirigeant de société                       |
| mars 2008                                | juin 2024      | Gilbert Chabaud | SE        | Directeur d'entreprise retraité            |
| juin 2024                                | septembre 2024 | Stéphane Fayol  |           | Premier adjoint faisant fonctions de maire |
| septembre 2024                           | En cours       | Stéphane Fayol  |           |                                            |

### Jumelages
Huit des neuf communes de l'ancienne communauté de communes du Pays de Jumilhac-le-Grand, dont Saint-Pierre-de-Frugie, sont jumelées avec la municipalité allemande de Romrod depuis 2012, La Coquille l'étant depuis 1990.

### Politique environnementale
Dans son palmarès 2024, le Conseil national de villes et villages fleuris de France a attribué trois fleurs à la commune.
En voie de désertification, le village de Saint-Pierre-de-Frugie a inversé la tendance en misant sur l'écologie et la qualité de vie,.

## Équipements et services publics

### Enseignement
Une école privée hors-contrat, à pédagogie alternative de type Montessori (non adhérente à l'association-Montessori-France), est implantée à Saint-Pierre-de-Frugie. À la rentrée de septembre 2024, l'école La Tour Rose a accueilli 29 élèves dont 11 en maternelle.

### Justice
En 2023, dans le domaine judiciaire, Saint-Pierre-de-Frugie relève : 
- du tribunal judiciaire, du tribunal pour enfants, du conseil de prud'hommes et du tribunal de commerce de Périgueux ;
- du pôle Nationalité du tribunal judiciaire de Périgueux (compétent uniquement dans le domaine de la nationalité) ;
- de la cour d'appel, du tribunal administratif et de la  cour administrative d'appel de Bordeaux.

## Population et société

### Démographie
Les habitants de Saint-Pierre-de-Frugie se nomment les Pétrofrugiens.
L'évolution du nombre d'habitants est connue à travers les recensements de la population effectués dans la commune depuis 1793. Pour les communes de moins de 10 000 habitants, une enquête de recensement portant sur toute la population est réalisée tous les cinq ans, les populations de référence des années intermédiaires étant quant à elles estimées par interpolation ou extrapolation. Pour la commune, le premier recensement exhaustif entrant dans le cadre du nouveau dispositif a été réalisé en 2007.

En 2022, la commune comptait 482 habitants, en évolution de +23,27 % par rapport à 2016 (Dordogne : +0,37 %, France hors Mayotte : +2,11 %).
| 1793 | 1800 | 1806 | 1821 | 1831 | 1836 | 1841 | 1846 | 1851 |
| ---- | ---- | ---- | ---- | ---- | ---- | ---- | ---- | ---- |
| 697  | 589  | 631  | 941  | 895  | 816  | 822  | 868  | 793  |

| 1856 | 1861 | 1866 | 1872 | 1876 | 1881 | 1886 | 1891 | 1896 |
| ---- | ---- | ---- | ---- | ---- | ---- | ---- | ---- | ---- |
| 805  | 732  | 804  | 643  | 722  | 845  | 908  | 936  | 946  |

| 1901 | 1906 | 1911 | 1921 | 1926 | 1931 | 1936 | 1946 | 1954 |
| ---- | ---- | ---- | ---- | ---- | ---- | ---- | ---- | ---- |
| 961  | 998  | 853  | 895  | 903  | 860  | 835  | 804  | 713  |

| 1962 | 1968 | 1975 | 1982 | 1990 | 1999 | 2006 | 2007 | 2012 |
| ---- | ---- | ---- | ---- | ---- | ---- | ---- | ---- | ---- |
| 679  | 584  | 516  | 487  | 413  | 373  | 403  | 407  | 383  |

| 2017 | 2022 | - | - | - | - | - | - | - |
| ---- | ---- | - | - | - | - | - | - | - |
| 398  | 482  | - | - | - | - | - | - | - |

## Économie

### Emploi
En 2015, parmi la population communale comprise entre 15 et 64 ans, les actifs représentent 139 personnes, soit 36,2 % de la population municipale. Le nombre de chômeurs (quinze) a augmenté par rapport à 2010 (douze) et le taux de chômage de cette population active s'établit à 11,1 %.

### Établissements
Au 31 décembre 2015, la commune compte vingt-neuf établissements, dont treize au niveau des commerces, transports ou services, six dans l'agriculture, la sylviculture ou la pêche, cinq dans la construction, trois dans l'industrie, et deux relatifs au secteur administratif, à l'enseignement, à la santé ou à l'action sociale.

## Culture locale et patrimoine

### Lieux et monuments
- Château de Frugie, XIVe et XVe siècles, inscrit au titre des monuments historiques depuis 1968 pour ses façades et sa toiture[71], propriété privée.
- Château de Vieillecour, XVIe siècle, inscrit depuis 1946[72], propriété privée.
- Vestiges du château de Montcigoux, XIIe et XVIIe siècles, propriété privée.
- Église Saint-Pierre-et-Saint-Paul.
- Chapelle de Montcigoux.

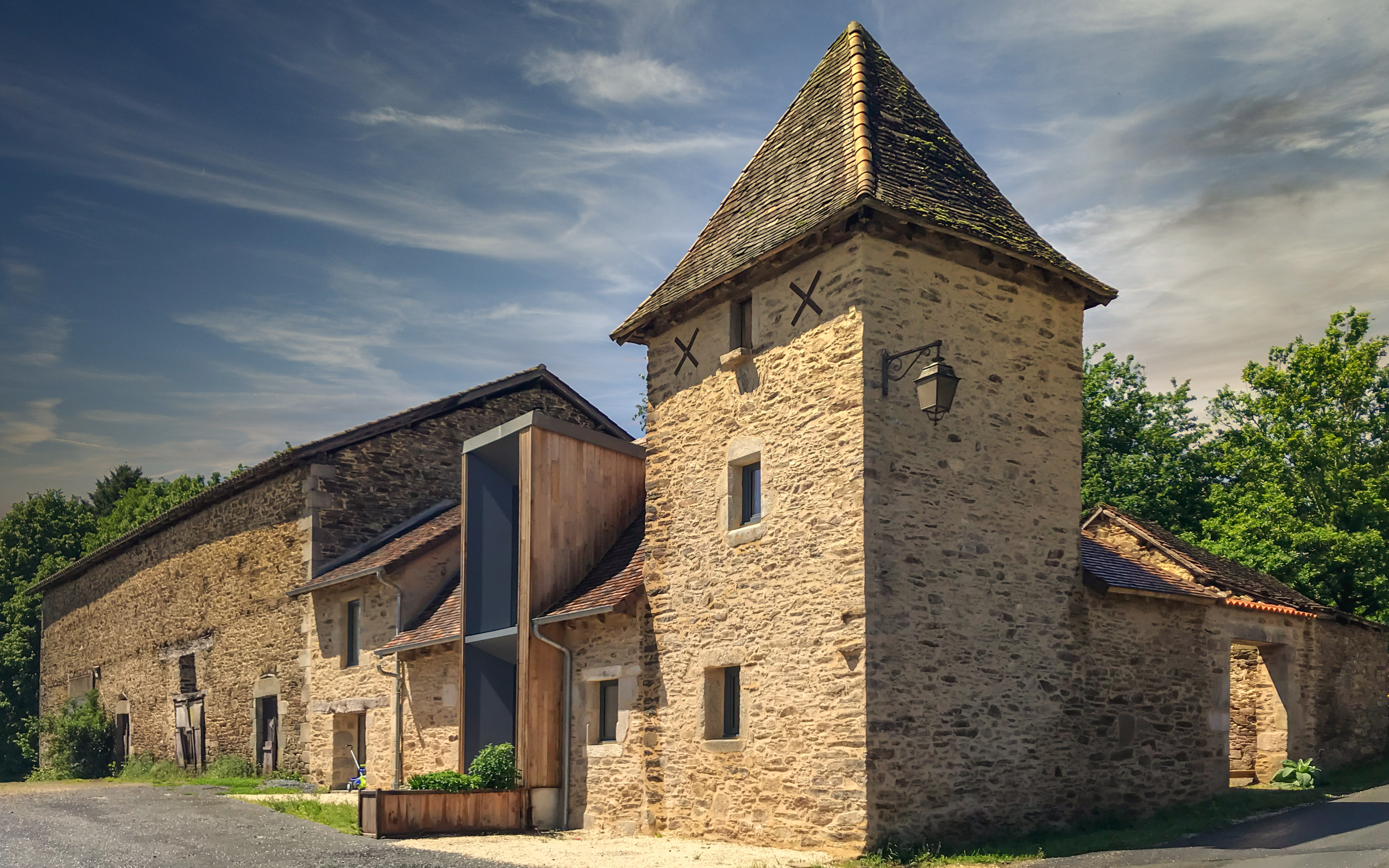
Maison Passerelle réhabilitée par la mairie de Saint-Pierre-de-Frugie.
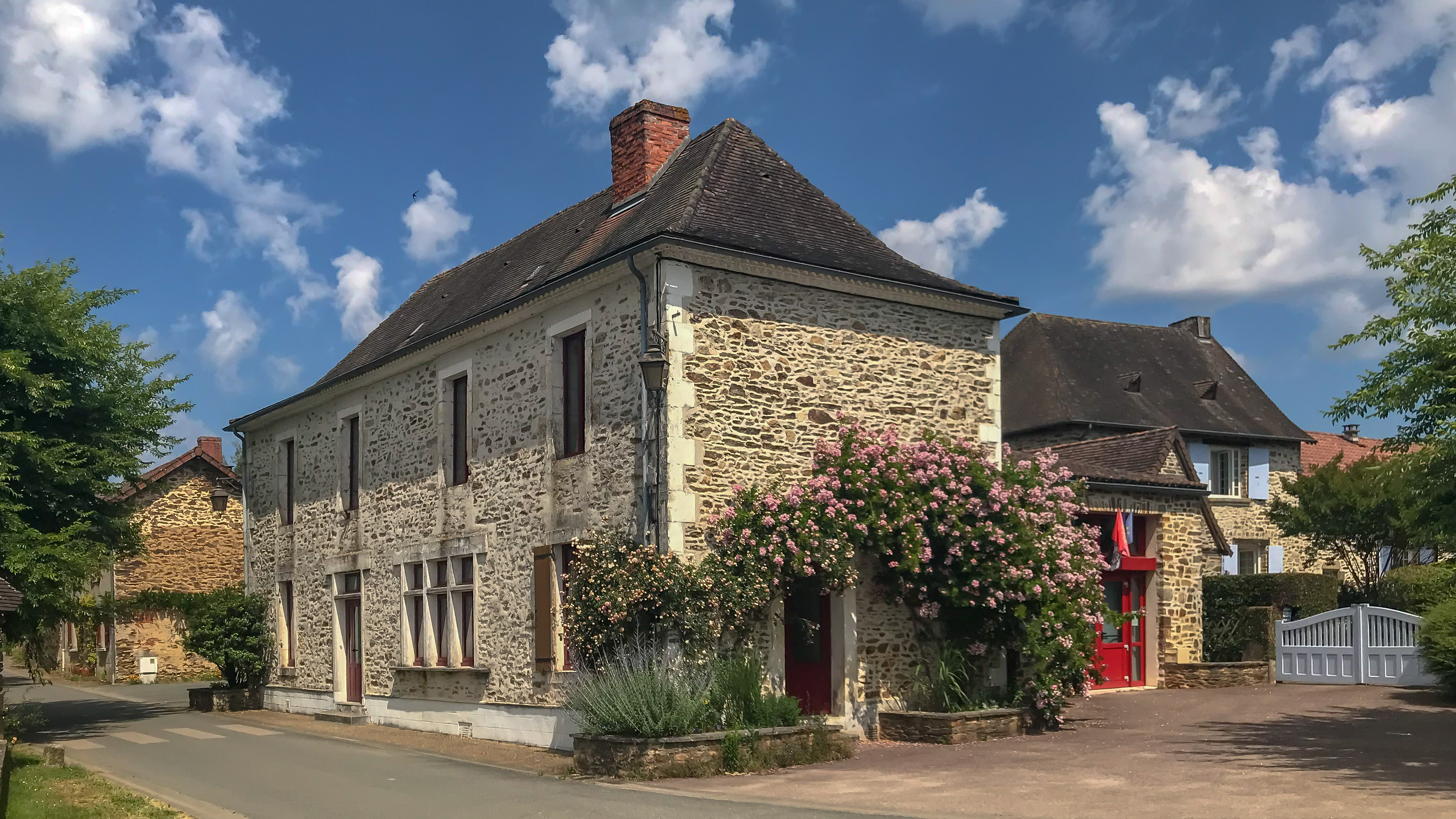
Mairie de Saint-Pierre-de-Frugie.
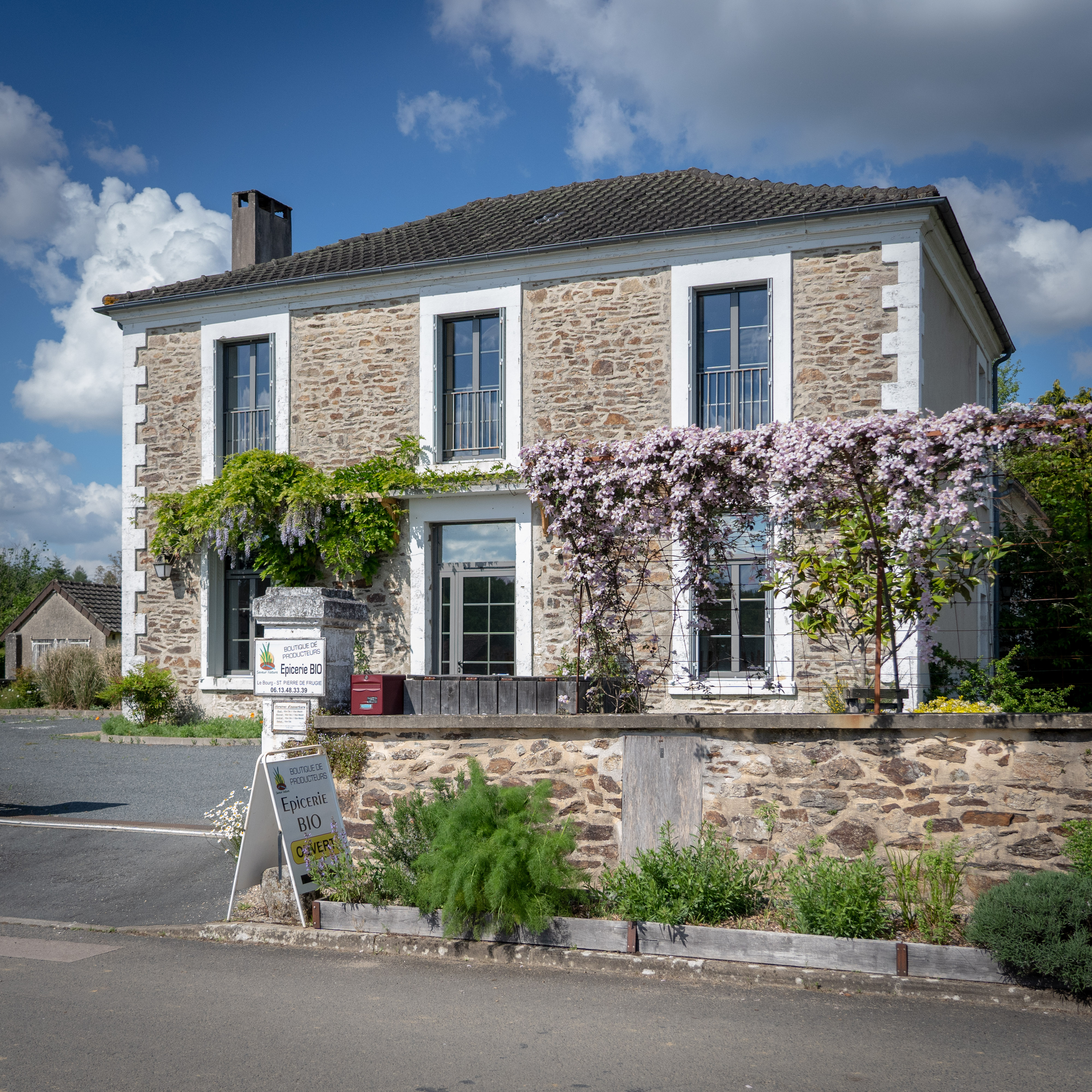
Ancienne école publique.
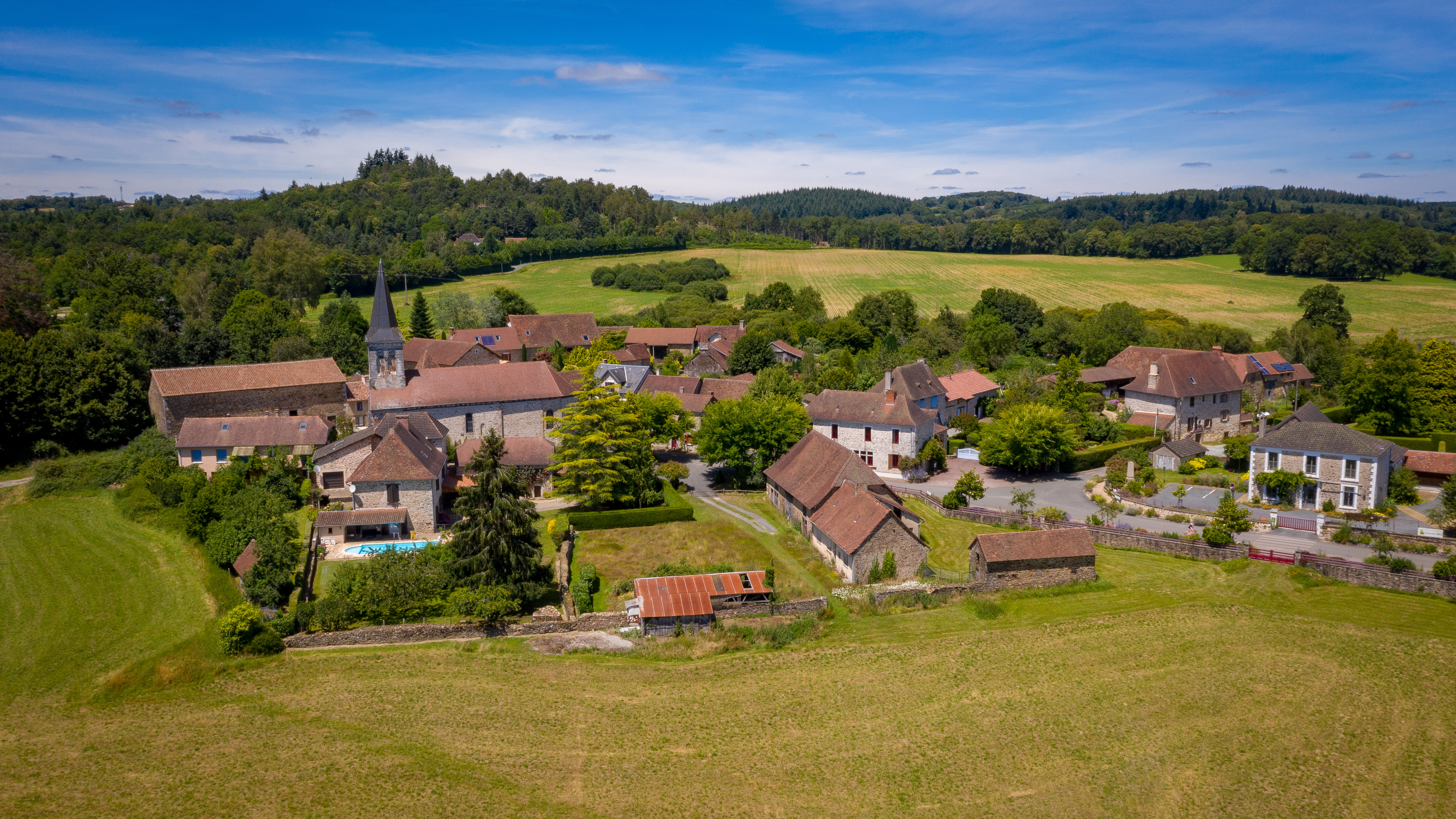
Vue aérienne du centre bourg de Saint-Pierre-de-Frugie.
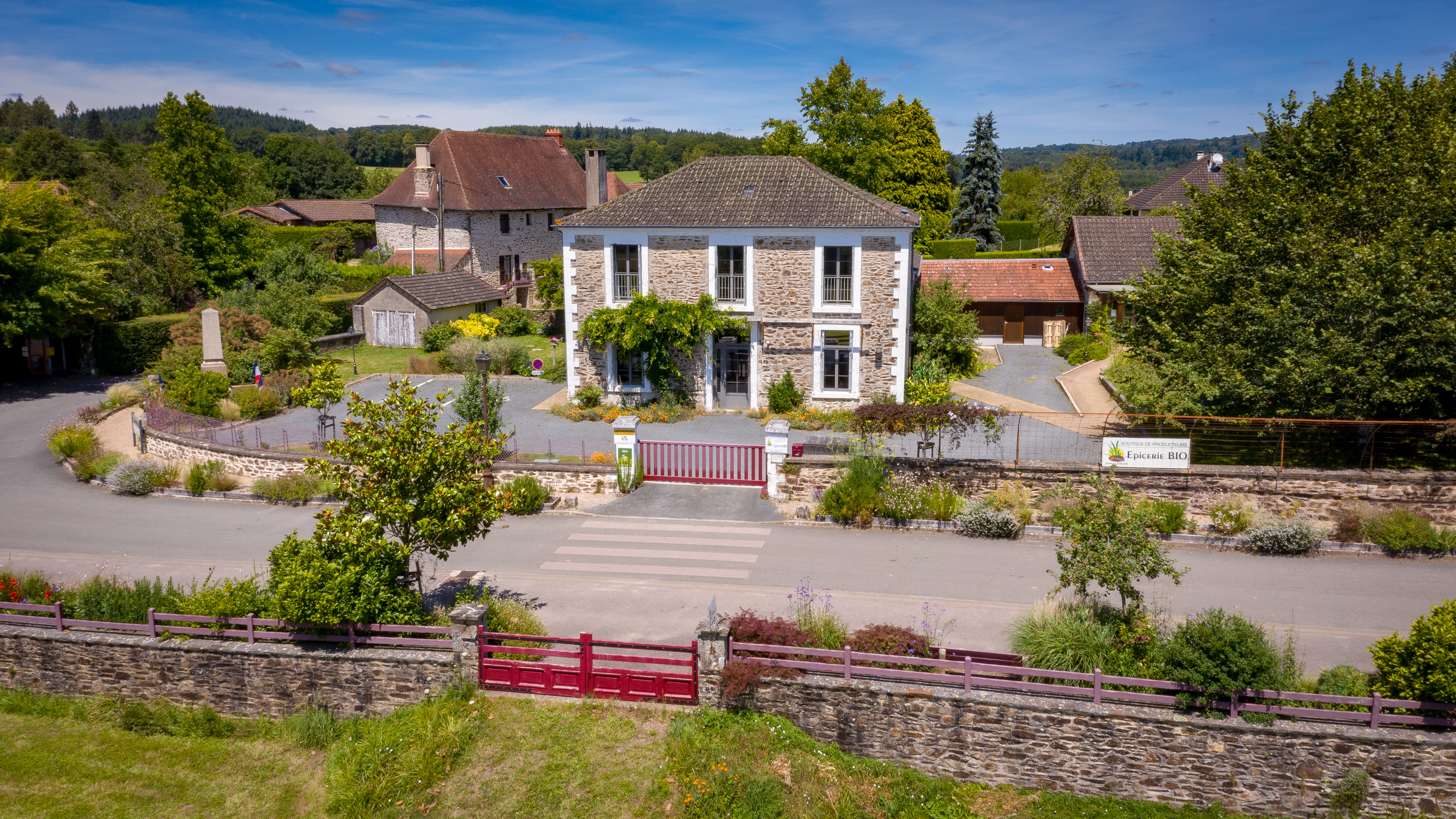
Vue aérienne du gîte "Le nichoir".
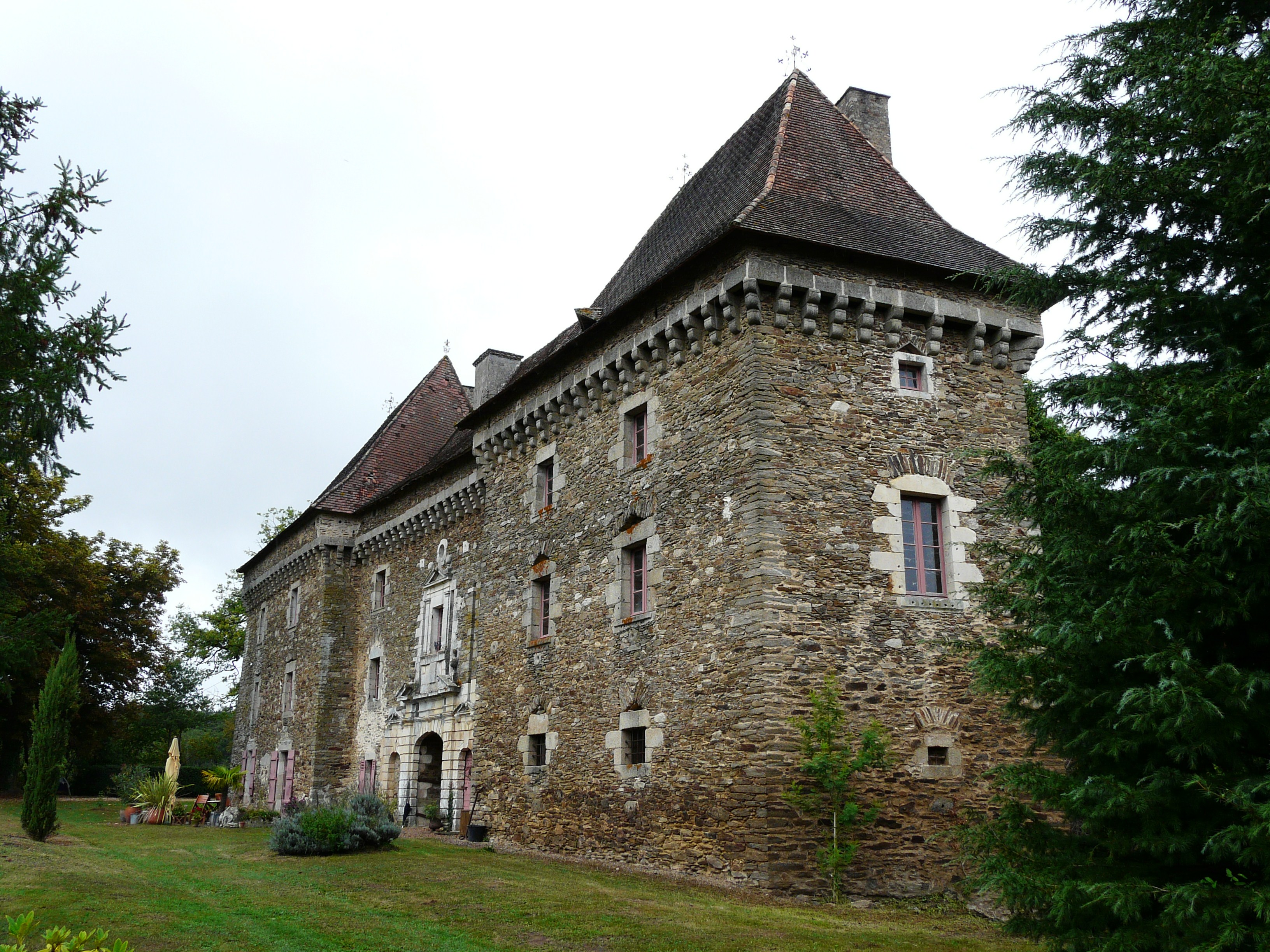
Le logis sud-ouest du château de Frugie.
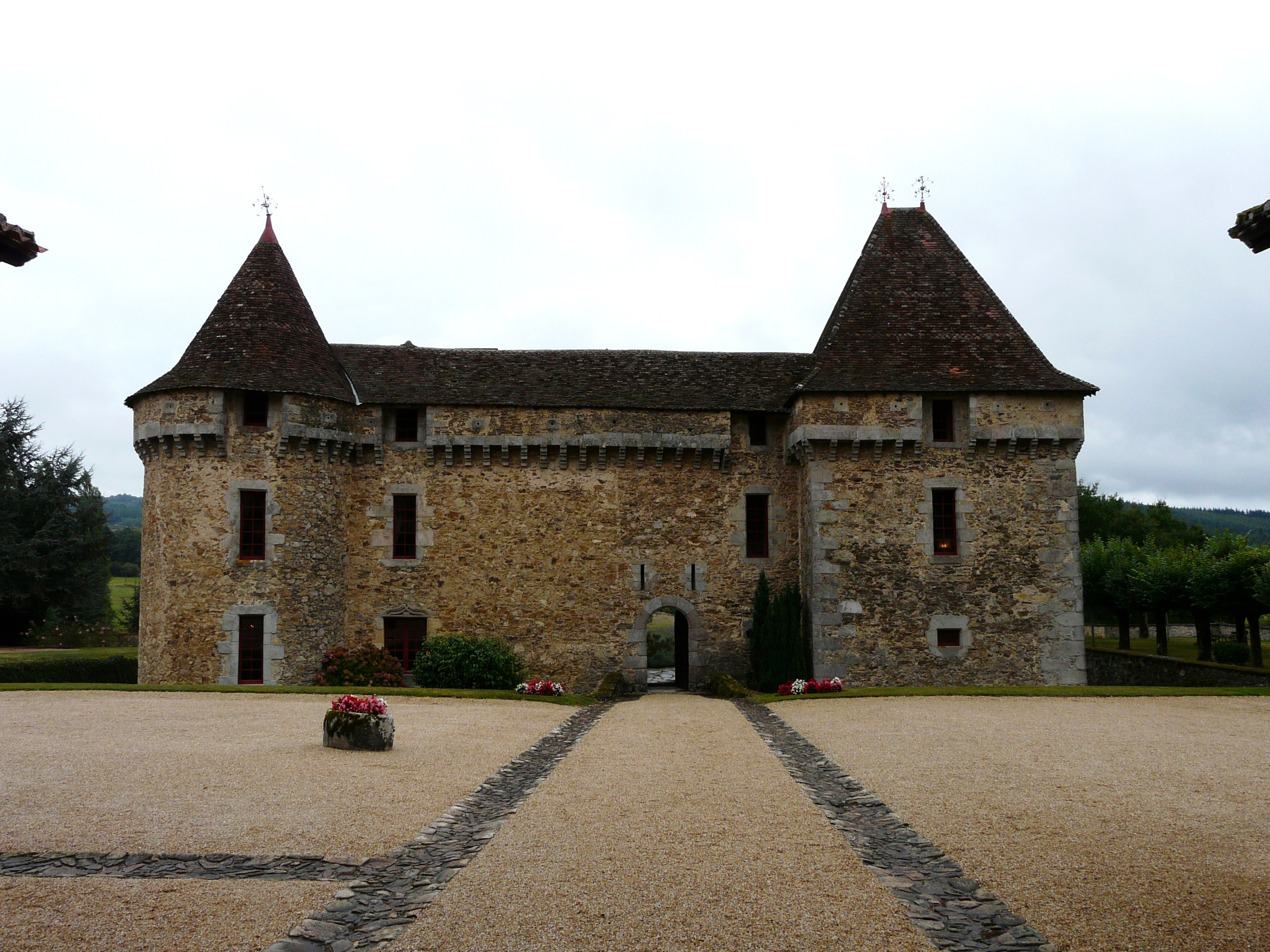
Le château de Vieillecour.
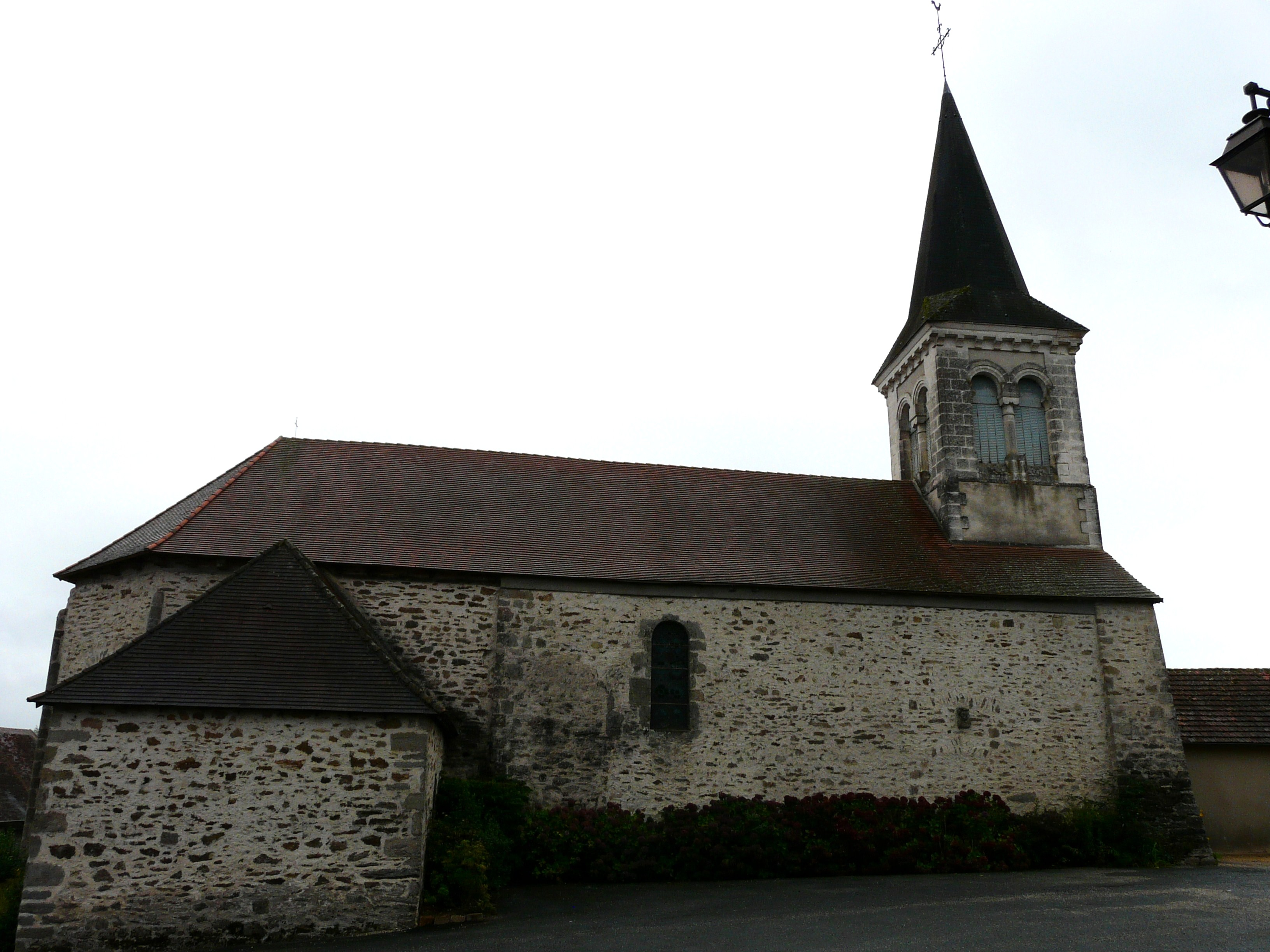
L'église Saint-Pierre-et-Saint-Paul.
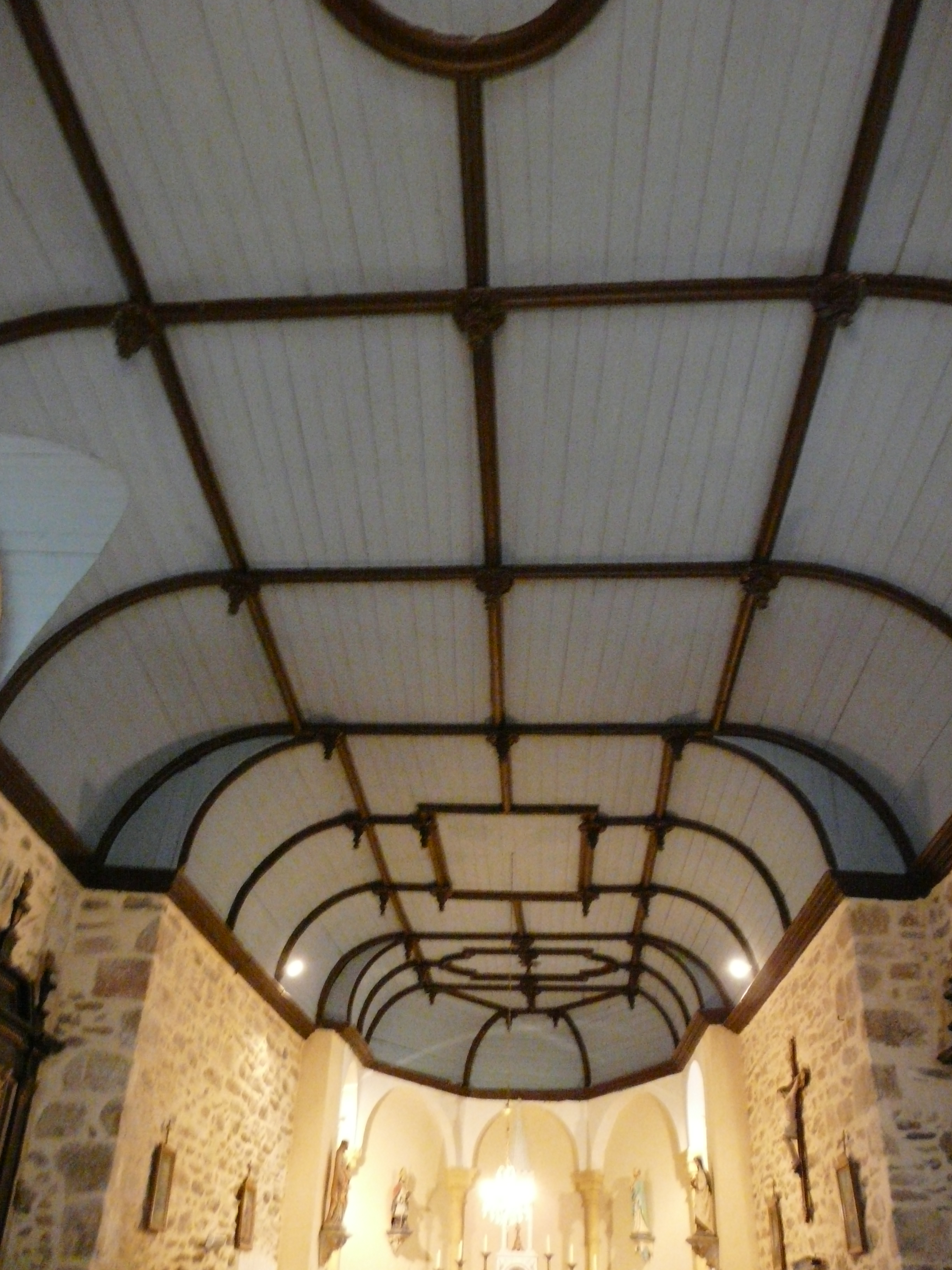
Le plafond à caissons de l'église.
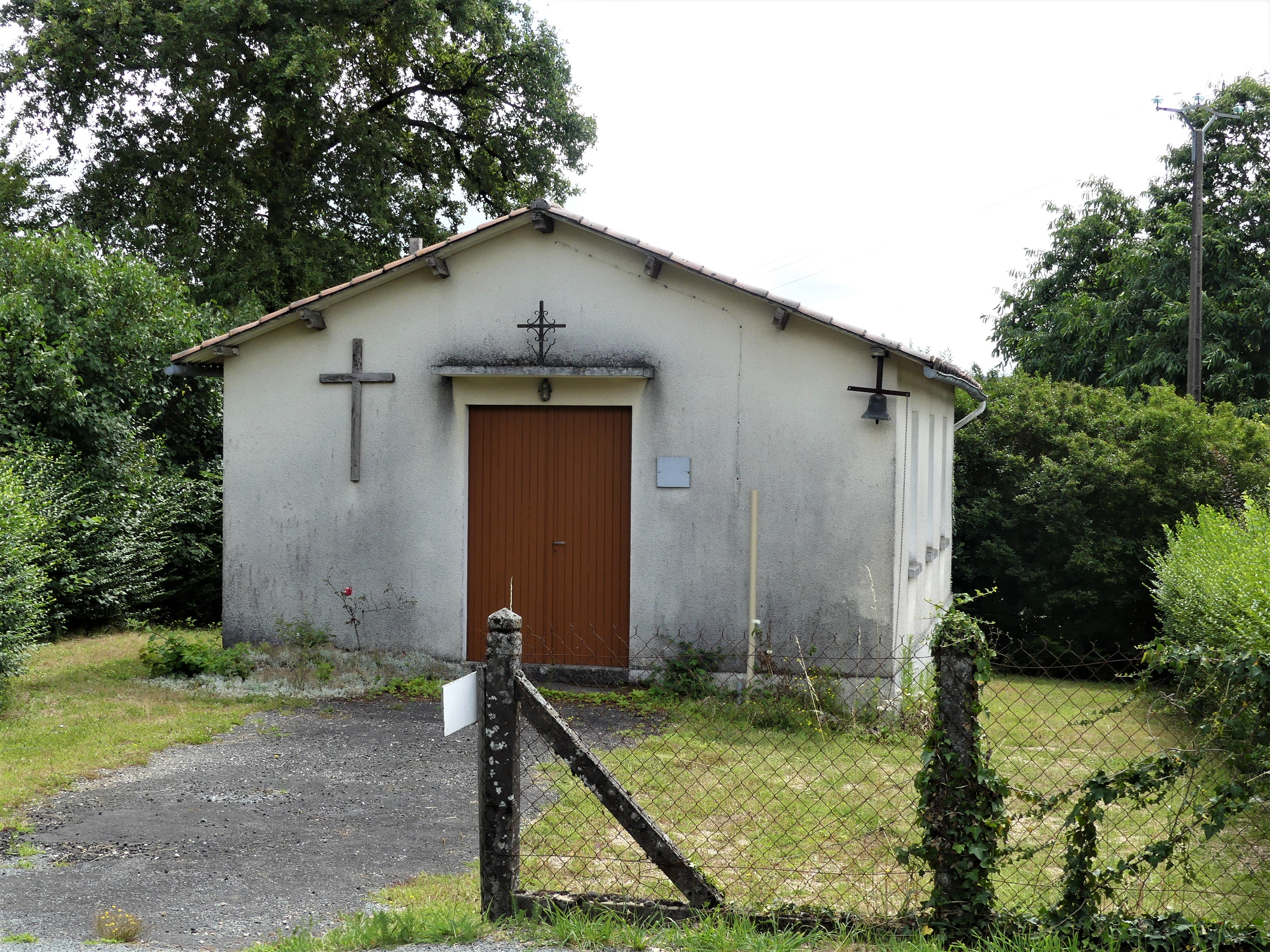
La chapelle de Montcigoux.
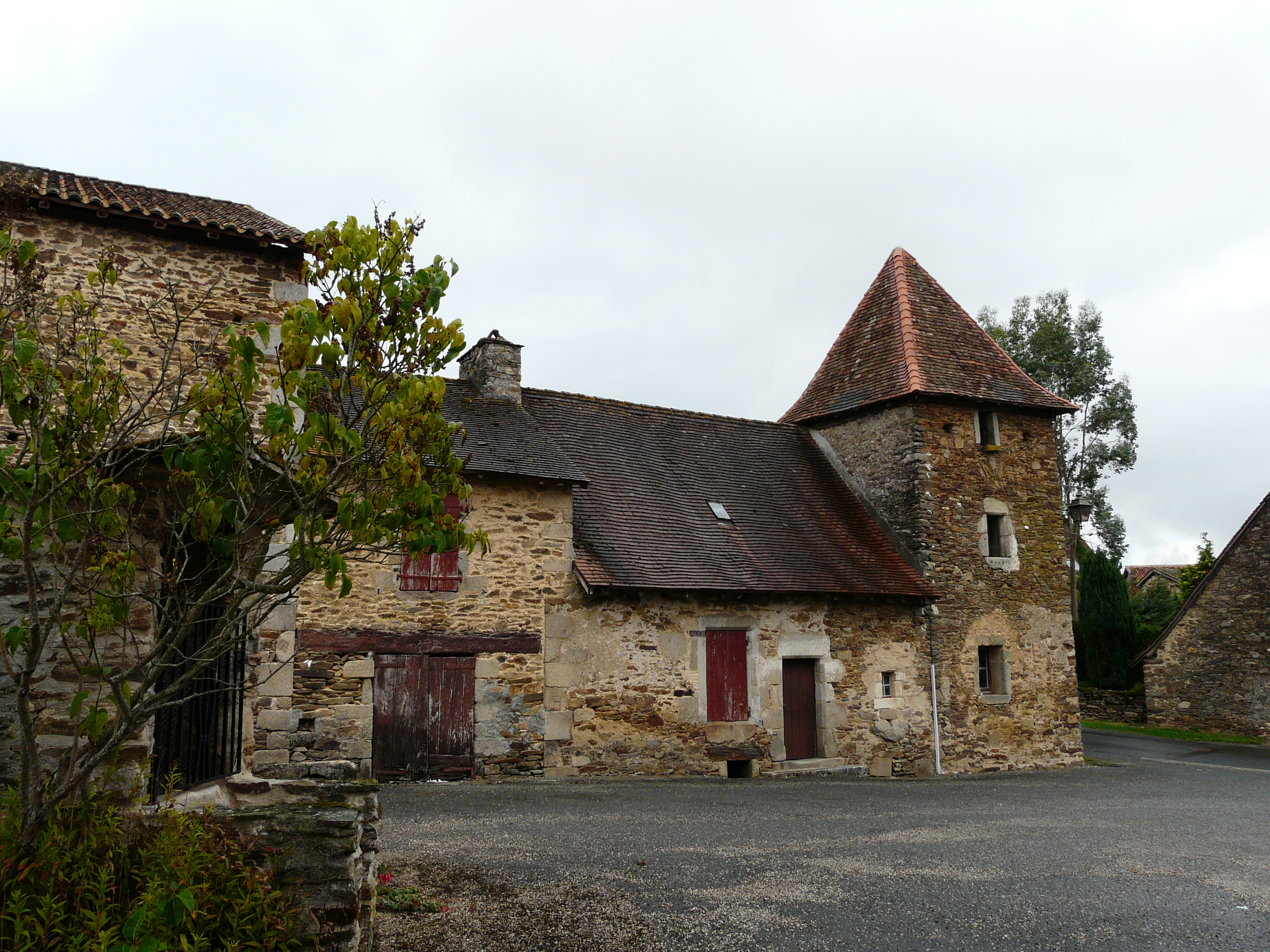
Maison ancienne à côté de l'église.
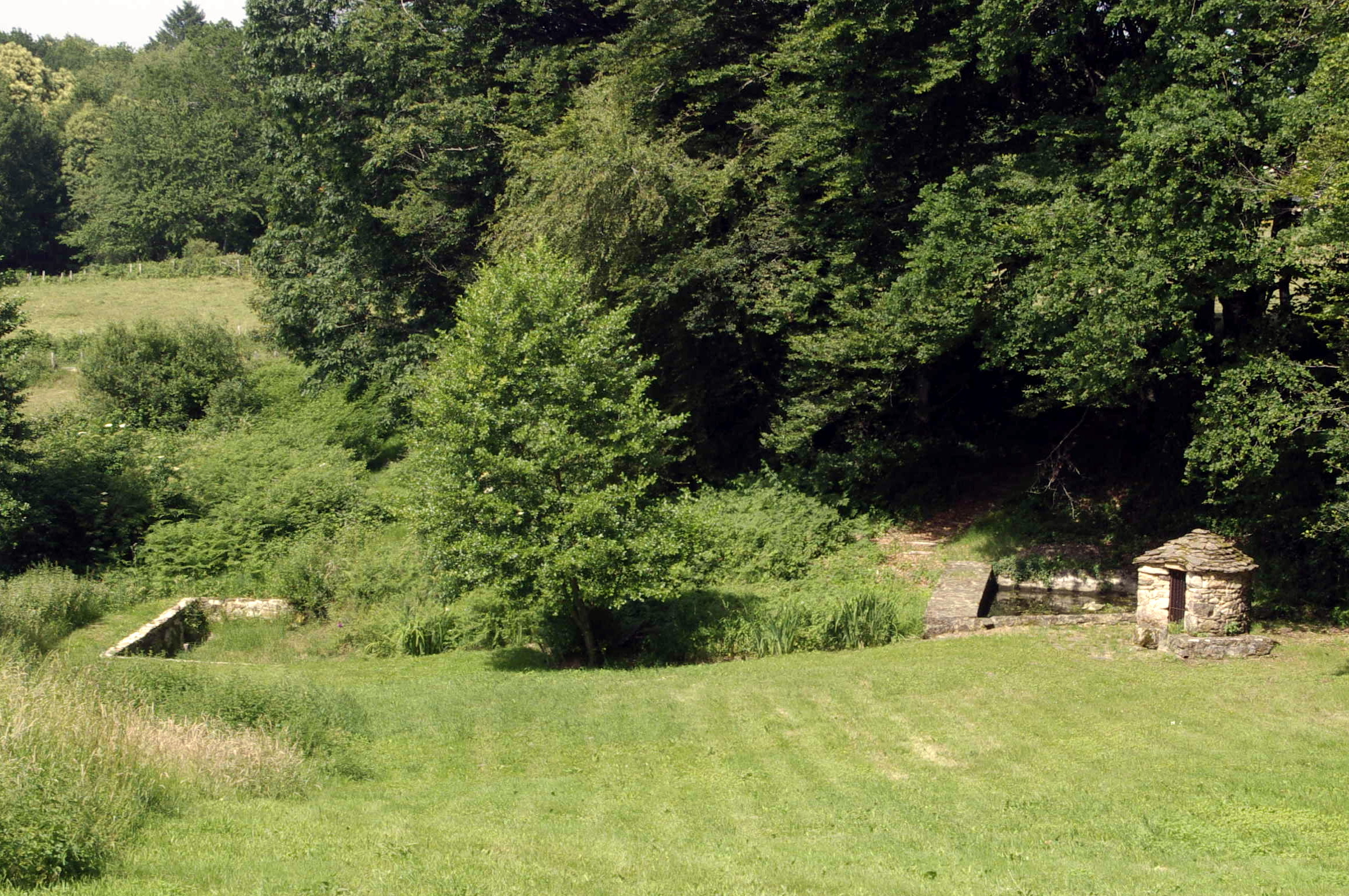
La fontaine de Montcigoux.

### Personnalités liées à la commune
- Selon certaines sources, saint Vaast (mort en 540) pourrait être né au château de Vieillecour[73].
- Richard Cœur de Lion, grièvement blessé, aurait trouvé refuge en 1199 au château de Vieillecour, quelques jours avant de mourir à Châlus[74].
- Édouard Valéry (1924-2010), résistant, a vécu à Saint-Pierre-de-Frugie, au Verdenille[75].

### Héraldique
| Blason de Saint-Pierre-de-Frugie | Blason  | D'azur à trois étoiles d'argent rangées en fasce, surmontées d'un croissant du même et soutenues d'une grappe de raisin (arlot) d'argent tigée et feuillée de deux pièces de sinople. |
| Blason de Saint-Pierre-de-Frugie | Détails | Les armes de la commune sont celles de la famille d'Arlot dont les membres étaient seigneurs de Frugie. Statut officiel, blason présent sur le site de la commune.                    |

## Pour approfondir